# Pere Clar Rosselló
Pere Clar Rosselló (23 de gener de 1986, Llucmajor, Mallorca) és un tenista mallorquí.
Clar és un tenista del Club de Tenis Tarragona que ha assolit un destacat palmarès. De la mateixa quinta que Rafael Nadal, amb el qual coincidí dels 12 als 14 anys a l'Escola Balear de l'Esport, ha estat campió de les Illes Balears cadet i absolut, semifinalista en el campionat d'Espanya júnior i amb 6 títols Future. El 26 de juliol de 2010 assolí la millor posició de l'ATP, la 237.